# Station Clères
Station Clères is een spoorwegstation in de Franse gemeente Clères.